# Världsmästerskapen i mountainbikeorientering 2014
Världsmästerskapen i mountainbikeorientering 2014 hölls mellan den 24 och 31 augusti 2014 i Bialystok i Polen. Det var den 12:e upplagan av världsmästerskapen i mountainbikeorientering.

## Medaljörer

### Herrar

#### Sprint[1]
- Anton Foliforov,  Ryssland, 21.46
- Hans Jørgen Kvåle,  Norge, 21.46
- Grigory Medvedev,  Ryssland, 21.52

#### Medeldistans[1]
- Ruslan Gritsan,  Ryssland, 55.20
- Jiří Hradil,  Tjeckien, 55.51
- Anton Foliforov,  Ryssland, 56.23

#### Långdistans[1]
- Anton Foliforov,  Ryssland, 1:50.18
- Baptiste Fuchs,  Frankrike, 1:52.2
- Jiří Hradil,  Tjeckien, 1:52.22

#### Stafett[1]
- Estland (Lauri Malsroos, Margus Hallik, Tonis Erm), 2:20.4
- Finland (Tuomo Lahtinen, Samuli Saarela, Juuso Jutila), 2:21.51
- Frankrike (Baptiste Fuchs, Clément Souvray, Cédric Beill), 2:22.22

### Damer

#### Sprint[1]
- Marika Hara,  Finland, 20.44
- Tatiana Repina,  Ryssland, 21.4
- Emily Benham,  Storbritannien, 21.9

#### Medeldistans[1]
- Cecilia Thomasson,  Sverige, 49.41
- Emily Benham,  Storbritannien, 50.15
- Marika Hara,  Finland, 50.55

#### Långdistans[1]
- Olga Vinogradova,  Ryssland, 1:48.57
- Svetlana Poverina,  Ryssland, 1:49.17
- Camilla Søgaard,  Danmark, 1:52.10

#### Stafett[1]
- Ryssland (Tatiana Repina, Olga Vinogradova, Svetlana Poverina), 2:15.9
- Finland (Eeva-Liisa Hakala, Susanna Laurila, Marika Hara), 2:15.28
- Tjeckien (Naděžda Skácelová, Martina Tichovská, Renata Paulíčková), 2:17.45